# Ormeniș (okręg Marusza)
Ormeniș – wieś w Rumunii, w okręgu Marusza, w gminie Viișoara. W 2011 roku liczyła 426 mieszkańców.